# کلاته حمید
کلاته حمید، روستایی از توابع بخش جنت‌آباد شهرستان صالح آباد در استان خراسان رضوی ایران است.
این روستا شرقی ترین نقطه استان خراسان رضوی از لحاظ مختصات جغرافیایی و مسکونی بودن است.

## جمعیت
این روستا در دهستان جنت‌آباد قرار دارد و براساس سرشماری مرکز آمار ایران در سال ۱۳۸۵، جمعیت آن ۲۲۴ نفر (۴۰خانوار) بوده‌است.